# Je ne t'écrirai plus
Singles de Claude Barzotti
Le Rital
(1983) Beau, j's'rai jamais beau
(1984)
Je ne t'écrirai plus est une chanson de Claude Barzotti. Parue sur son deuxième album studio Le Rital (1983), elle est sortie en mai 1984 en tant que deuxième single de l'album. Elle est écrite et composée par Claude Barzotti et il coécrit les paroles avec Anne-Marie Gaspard.
C'est l'un des plus grands succès du chanteur, étant vendu à plus de 500 000 exemplaires. Il a également été certifié disque d'or.

## Histoire
Dans ce morceau, le chanteur joue le rôle d'un amant déçu dont la conquête n'est pas réceptive à sa sensibilité et à sa vision poétique de l'amour. À la suite de quoi, il décide de lui faire part, d'une manière antithétique, de son ressenti en lui écrivant justement qu'il ne lui écrirait plus ; son amour s'étant éteint. Claude Barzotti interprète la chanson en juin 1984 dans l'émission Champs-Élysées.
Une version italienne existe, chantée par Claude Barzotti, intitulée Io non ti scrivo più. Elle est parue sur son premier album en italien de 1991, Amami.

## Accueil commercial
La chanson est devenue l'un de ses plus grands succès. Le 45 tours est certifié disque d'or par le Syndicat national de l'édition phonographique en 1984, c'est-à-dire plus de 500 000 exemplaires vendus en France,.

## Liste des titres
| A. | Je ne t'écrirai plus | 3:30 |
| B. | Ami Ami              | 3:22 |

## Crédits
- Claude Barzotti – chant, paroles, musique
- Anne-Marie Gaspard – paroles
- Michel Detry – paroles (Ami Ami)
- Bernard Estardy – arrangements, prise de son, réalisation artistique
- Michel Célie – réalisation artistique
- Alain Butet – réalisation artistique
- Alain Marouani – photographie

Crédits adaptés de Discogs.

## Classements et certifications
| Classement (1984)                      | Meilleure position |
| -------------------------------------- | ------------------ |
| Belgique (Flandre Ultratop 50 Singles) | 24                 |
| Europe (European Top 100)              | 25                 |
| France (SNEP)                          | 2                  |
| France (Radios périphériques)          | 3                  |

| Classement (1984) | Position |
| ----------------- | -------- |
| France (SNEP)     | 15       |

### Certification
| Pays                                                             | Certification | Ventes certifiées |
| ---------------------------------------------------------------- | ------------- | ----------------- |
| France (SNEP)                                                    | Or            | 500 000*          |
| *Ventes selon la certification xNon précisé par la certification |               |                   |